# Raúl Arévalo
Raúl Arévalo Zorzo (Móstoles, Madrid, 22 de noviembre de 1979) es un actor y director español.

## Biografía

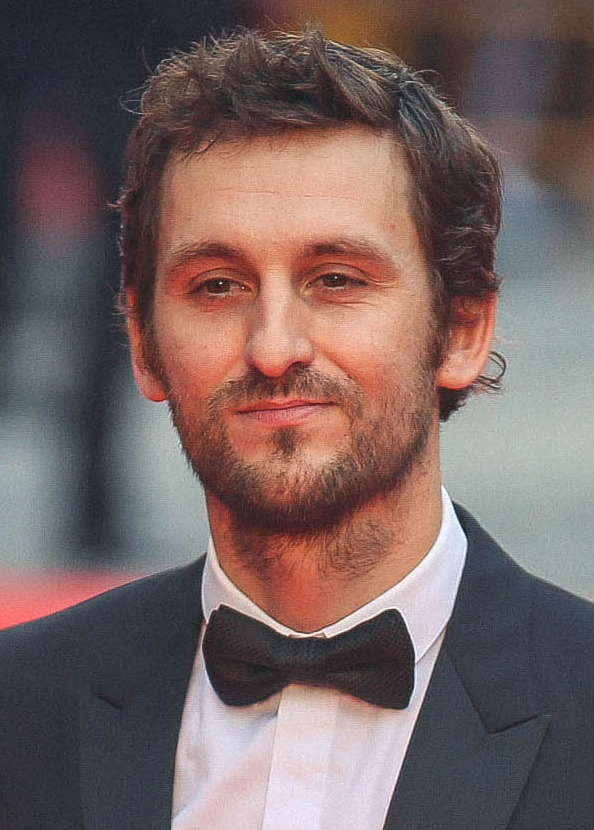
Raúl Arévalo en 2016.

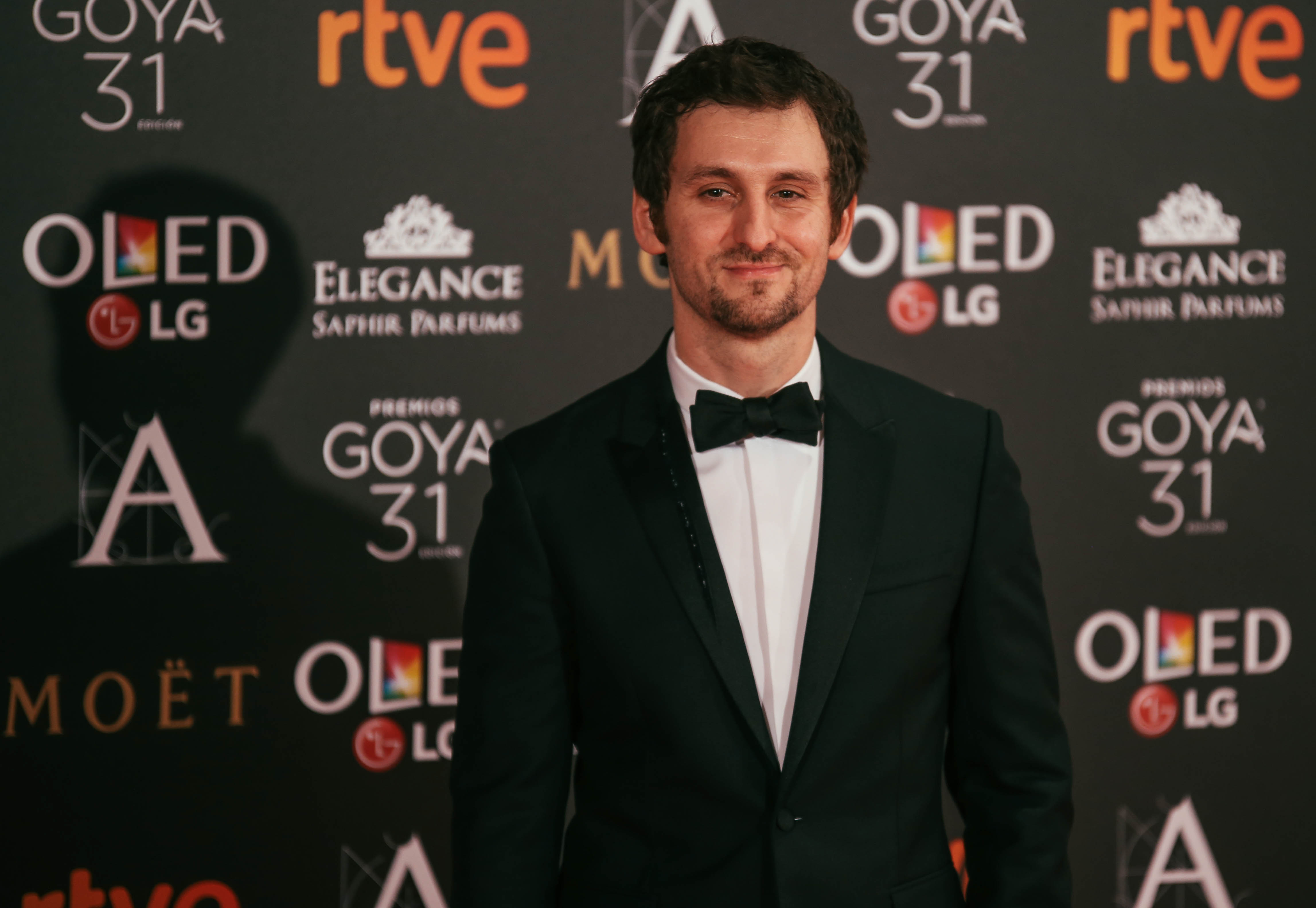
Raúl Arévalo en 2017.

Comienza su carrera como actor en la serie Compañeros, donde interpretó el papel de Carlos durante dos temporadas entre 2001 y 2002. Fue una oportunidad que le llegó cuando todavía no había terminado sus estudios de interpretación en la conocida escuela de Cristina Rota.
Al año siguiente rueda su primera película a las órdenes de Joaquín Oristrell, Los abajo firmantes, junto a Javier Cámara, Fernando Guillén y María y Juan Diego Botto entre otros.
Su siguiente incursión cinematográfica sería Cosas que hacen que la vida valga la pena (2004), de Manuel Gómez Pereira. En esta ocasión, actores como Ana Belén, José Sacristán, Rosario Pardo o Carmen Balagué le acompañaban en el reparto de la cinta. 
Entre 2003 y 2005 Raúl hizo personajes en episodios de varias series de éxito como Hospital Central, Cuéntame cómo pasó, Aída o Motivos personales.
Iñaki Martikorena le dirigiría en 2005 en el cortometraje La luz de la primera estrella (2005), donde compartía protagonismo con la actriz Marta Aledo.
Un año más tarde, en 2006, le llegaría uno de los papeles más importantes que ha interpretado hasta la fecha, el de Israel en la exitosa ópera prima de Daniel Sánchez Arévalo, AzulOscuroCasiNegro, junto a Quim Gutiérrez, Marta Etura y Antonio de la Torre entre otros. Su trabajo en esta producción le valió el Premio de la Unión de Actores al mejor actor revelación, imponiéndose a Javier Cifrián y a su propio compañero en la película Quim Gutiérrez.
En 2007 apareció en la serie Génesis, en la mente del asesino. Pero el papel del año anterior en AzulOscuroCasiNegro le abrió las puertas del cine para rodar en varias películas más a partir de entonces.
Antonio Banderas lo eligió para ser uno de los protagonistas de su segunda película como director, El camino de los ingleses (2006), al lado de Fran Perea, Félix Gómez y Alberto Amarilla entre otros.
En 2007 estrenaría ¿Por qué se frotan las patitas?, de Álvaro Begines con Lola Herrera, Carlos Álvarez-Novoa y Antonio Dechent como parte del elenco. También volvería a trabajar con Daniel Sánchez Arévalo, esta vez en un corto titulado Traumalogía y con Natalia Mateo, Jorge Monje, Héctor Colomé, Estíbaliz Gabilondo y Antonio de la Torre, entre otros, como compañeros.
Interviene en Siete mesas de billar francés (2007), dirigida por Gracia Querejeta y protagonizada por Maribel Verdú, Blanca Portillo, Ramón Barea y Amparo Baró, entre otros y en Tocar el cielo (2007), de Marcos Carnevale y junto a Chete Lera y Verónica Echegui.
8 citas, bajo la dirección de Peris Romano y Rodrigo Sorogoyen, en la que comparte protagonismo con Fernando Tejero, José Luis García Pérez, Adriana Ozores y Belén Rueda y Los girasoles ciegos, de José Luis Cuerda, junto a Maribel Verdú, son sus principales estrenos de 2008. 
En 2011 estrena Primos, junto a Quim Gutiérrez y Adrián Lastra.
Antena 3 comienza a emitir desde el 1 de febrero de 2012 y hasta el 9 de julio de 2014 Con el culo al aire donde Raúl Arévalo interpretó a Jorge, un chico al que su novia ha abandonado al quedarse sin trabajo y se ve obligado a ir a vivir a un camping. 
El 3 de febrero de ese año estrena Promoción fantasma donde da vida a Modesto, un profesor de instituto que ve muertos. También ha participado en la película Cien años de perdón, dirigida por Daniel Calparsoro junto a otros actores como Rodrigo de la Serna, José Coronado, Luis Tosar o Patricia Vico.
En abril de 2016 apareció en la serie La embajada, emitida cada lunes en horario de máxima audiencia en Antena 3, consiguiendo en su primer capítulo reunir a más de cuatro millones de telespectadores.
El 2 de septiembre de 2016, presentó su ópera prima cómo director Tarde para la ira, en la Mostra de Venecia de 2016, protagonizada por Antonio de la Torre, ganadora del Premio Goya 2017 a Mejor Película. En este certamen también recoge el Goya a Mejor Director Novel. 
Además, cuenta con una extensa experiencia teatral, habiendo participado en montajes destacados que se representaron en el Centro Dramático Nacional como Urtaín y Falstaff, ambos dirigidos por Andrés Lima, Beaumarchais, dirigido por Josep María Flotats para el Teatro Español, o Traición de Pinter, un montaje de Israel Elejalde para la compañía Kamikaze en el teatro Pavón de Madrid.
En 2020, coprotagoniza Antidisturbios una serie de televisión de Movistar+ dirigida por Rodrigo Sorogoyen.

## Cine

### Actor
| Año  | Título                                    | Papel                      | Director                         |
| ---- | ----------------------------------------- | -------------------------- | -------------------------------- |
| 2003 | Los abajo firmantes                       | Camarero de hotel          | Joaquín Oristrell                |
| 2004 | Cosas que hacen que la vida valga la pena | Vendedor                   | Manuel Gómez Pereira             |
| 2005 | Me estoy quitando                         | John O`Brian               | Juan Alberto de Burgos           |
| 2006 | ¿Por qué se frotan las patitas?           | Utrera                     | Álvaro Begines                   |
| 2006 | El camino de los ingleses                 | Babirusa                   | Antonio Banderas                 |
| 2006 | AzulOscuroCasiNegro                       | Israel                     | Daniel Sánchez Arévalo           |
| 2007 | Siete mesas de billar francés             | Fele                       | Gracia Querejeta                 |
| 2007 | Tocar el cielo                            | Fidel                      | Marcos Carnevale                 |
| 2008 | El patio de mi cárcel                     | Poeta                      | Belén Macías                     |
| 2008 | Los girasoles ciegos                      | Salvador                   | José Luis Cuerda                 |
| 2008 | Che: Guerrilla                            | Soldado capturado 1        | Steven Soderbergh                |
| 2008 | 8 citas                                   | Jesús                      | Peris Romano y Rodrigo Sorogoyen |
| 2009 | Gordos                                    | Álex                       | Daniel Sánchez Arévalo           |
| 2010 | También la lluvia                         | Juan Montesinos            | Icíar Bollaín                    |
| 2010 | Balada triste de trompeta                 | Carlos                     | Álex de la Iglesia               |
| 2011 | Primos                                    | Julián                     | Daniel Sánchez Arévalo           |
| 2012 | Promoción fantasma                        | Modesto                    | Javier Ruiz Caldera              |
| 2013 | La gran familia española                  | Camarero Arévalo           | Daniel Sánchez Arévalo           |
| 2013 | Gente en sitios                           | Rául Arévalo               | Juan Cavestany                   |
| 2013 | Murieron por encima de sus posibilidades  | Miguel                     | Isaki Lacuesta                   |
| 2013 | Los amantes pasajeros                     | Ulloa                      | Pedro Almodóvar                  |
| 2014 | El club de los incomprendidos             | Martín                     | Carlos Sedes                     |
| 2014 | La isla mínima                            | Pedro Suárez               | Alberto Rodríguez                |
| 2014 | Negociador                                | Rafa                       | Borja Cobeaga                    |
| 2014 | La vida inesperada                        | Jorge                      | Jorge Torregrossa                |
| 2015 | Hablar                                    | El Cordero                 | Joaquín Oristrell                |
| 2015 | Las ovejas no pierden el tren             | Alberto                    | Álvaro Fernández Armero          |
| 2016 | Cien años de perdón                       | Ferrán                     | Daniel Calparsoro                |
| 2017 | Oro                                       | Martín Dávila              | Agustín Díaz Yanes               |
| 2018 | Mi obra maestra                           | Álex                       | Gastón Duprat                    |
| 2018 | Ola de crímenes                           | Taxista                    | Gracia Querejeta                 |
| 2018 | El aviso                                  | Jon                        | Daniel Calparsoro                |
| 2018 | Memorias de un hombre en pijama           | Paco (voz)                 | Carlos Fernández de Vigo         |
| 2019 | El plan                                   | Andrade                    | Polo Menárguez                   |
| 2019 | Dolor y gloria                            | Venancio Mallo             | Pedro Almodóvar                  |
| 2020 | Black Beach                               | Carlos                     | Esteban Crespo                   |
| 2020 | Los Europeos                              | Miguel                     | Víctor García León               |
| 2021 | Donde caben dos                           | Jaime                      | Paco Caballero                   |
| 2021 | El lodo                                   | Ricardo                    | Iñaki Sánchez Arrieta            |
| 2022 | Voy a pasármelo bien                      | David                      | David Serrano de la Peña         |
| 2024 | La habitación de al lado                  | Bernardo sacerdote español | Pedro Almodóvar                  |
| 2025 | El cielo de los animales                  | Diego                      | Santi Amodeo                     |

### Director
- 2016: Tarde para la ira - Largometraje.
- 2017: La vida nuestra - Cortometraje.

### Cortometrajes

#### Actor
| Año  | Título                        | Papel     | Dirección                   |
| ---- | ----------------------------- | --------- | --------------------------- |
| 2001 | Sesión de noche               |           | Javier Hernán Cabo          |
| 2005 | La luz de la primera estrella | Pistolero | Iñaki Martikorena           |
| 2007 | Traumalogía                   | Miguel    | Daniel Sánchez Arévalo      |
| 2008 | Micojogía                     | Gonzalo   | Vicente Navarro             |
| 2009 | El sobrino                    | Clau      | Nacho Blasco                |
| 2009 | Pichis                        | Héctor    | Marta Aledo                 |
| 2010 | Sinceridad                    | Quim      | Paco Caballero              |
| 2010 | Camas                         | Coque     | Manuela Burló Moreno        |
| 2011 | El barco pirata               | Melchor   | Fernando Trullols           |
| 2011 | La importancia de ser Ornesto | Ornesto   | Nacho Sinova                |
| 2023 | El viaje                      | Voz       | Raúl Arévalo y Aura Garrido |

- 2001: Sesión de noche de Javier Hernán Cabo.
- 2005: La luz de la primera estrella de Iñaki Martikorena.
- 2007: Traumalogía de Daniel Sánchez Arévalo.

## Televisión

### Series de televisión
| Año         | Serie                            | Canal       | Papel                  | Notas        |
| ----------- | -------------------------------- | ----------- | ---------------------- | ------------ |
| 2001 - 2002 | Compañeros                       | Antena 3    | Carlos Medina          | 16 episodios |
| 2003        | Hospital Central                 | Telecinco   | Manolo Téllez          | 1 episodio   |
| 2003 - 2004 | Cuéntame cómo pasó               | TVE         | Basilio                | 3 episodios  |
| 2004        | La sopa boba                     | Antena 3    | ―                      | 6 episodios  |
| 2004        | El inquilino                     | Antena 3    | ―                      | 1 episodio   |
| 2005        | Motivos personales               | Telecinco   | Hermano de Marisa Pons | 1 episodio   |
| 2007        | Génesis, en la mente del asesino | Cuatro      | Guillermo García       | 1 episodio   |
| 2008        | Yo soy el Solitario              | Antena 3    | Carlos                 | 2 episodios  |
| 2010        | Aída                             | Telecinco   | Charly                 | 1 episodio   |
| 2012 - 2014 | Con el culo al aire              | Antena 3    | Jorge Ruiz Martínez    | 42 episodios |
| 2013 - 2014 | El tiempo entre costuras         | Antena 3    | Ignacio                | 3 episodios  |
| 2015        | Velvet                           | Antena 3    | Víctor Mendoza         | 8 episodios  |
| 2016        | La embajada                      | Antena 3    | Eduardo Marañón        | 11 episodios |
| 2018        | El Continental                   | TVE         | Andrés                 | 10 episodios |
| 2020        | Antidisturbios                   | Movistar+   | Diego López Rodero     | 6 episodios  |
| 2022        | Santo                            | Netflix     | Millán                 | 6 episodios  |
| 2024        | El caso Asunta                   | Netflix     | Juan Guillán           | 3 episodios  |
| 2025        | Dime tu nombre                   | Prime Video |                        | 6 episodios  |

### Programas
- Chester in love (Cuatro, 2017) como invitado.

## Teatro
- Nerón, dirigida por Eduardo Galán en el Festival Internacional de Teatro Clásico de Mérida 2018.
- Falstaff, dirigida por Andrés Lima, y el Centro Dramático Nacional.
- Urtain, dirigida por Andrés Lima, una coproducción de Animalario y el Centro Dramático Nacional.
- La última noche de La Peste, dirigida por Víctor García León.
- Katarsis del Tomatazo, en Sala Mirador.
- Pero ¿quién mató al teatro?, dirigida por Joaquín Oristrell.
- El bufón del rey, dirigida por José Luis Matienzo.
- Vis a vis, de Amanda Rodríguez Cabal, dirigida por J.A. Ortega.
- Ni es cielo ni es azul, de Fermín Cabal, dirigida por Cristina Rota.
- Star bien, Sala Triángulo.
- Hombres ineptos, Sala Triángulo.

## Premios y candidaturas
Premios Sant Jordi
| Año  | Categoría                        | Película       | Resultado |
| ---- | -------------------------------- | -------------- | --------- |
| 2015 | Mejor actor en película española | La isla mínima | Ganador   |

Premios Goya
| Año  | Categoría                                   | Película                      | Resultado |
| ---- | ------------------------------------------- | ----------------------------- | --------- |
| 2007 | Mejor interpretación masculina de reparto   | Siete mesas de billar francés | Nominado  |
| 2008 | Mejor interpretación masculina protagonista | Los girasoles ciegos          | Nominado  |
| 2009 | Mejor interpretación masculina de reparto   | Gordos                        | Ganador   |
| 2011 | Mejor interpretación masculina de reparto   | Primos                        | Nominado  |
| 2014 | Mejor interpretación masculina protagonista | La isla mínima                | Nominado  |
| 2017 | Mejor director novel                        | Tarde para la ira             | Ganador   |
| 2017 | Mejor guion original                        | Tarde para la ira             | Ganador   |

Premios Fotogramas de Plata
| Año  | Categoría                 | Trabajo              | Resultado |
| ---- | ------------------------- | -------------------- | --------- |
| 2008 | Mejor actor de cine       | Los girasoles ciegos | Nominado  |
| 2012 | Mejor actor de televisión | Con el culo al aire  | Nominado  |
| 2013 | Mejor actor de televisión | Con el culo al aire  | Ganador   |
| 2014 | Mejor actor de cine       | La isla mínima       | Nominado  |

Premios de la Unión de Actores
| Año  | Categoría                              | Trabajo                       | Resultado |
| ---- | -------------------------------------- | ----------------------------- | --------- |
| 2022 | Mejor actor protagonista de televisión | Antidisturbios                | Nominado  |
| 2014 | Mejor actor protagonista de cine       | La isla mínima                | Nominado  |
| 2011 | Mejor actor secundario de cine         | Primos                        | Ganador   |
| 2009 | Mejor actor secundario de cine         | Gordos                        | Nominado  |
| 2008 | Mejor actor protagonista de cine       | Los girasoles ciegos          | Nominado  |
| 2007 | Mejor actor secundario de cine         | Siete mesas de billar francés | Ganador   |
| 2006 | Mejor actor revelación                 | AzulOscuroCasiNegro           | Ganador   |

Medallas del Círculo de Escritores Cinematográficos
| Año  | Categoría                 | Película                      | Resultado |
| ---- | ------------------------- | ----------------------------- | --------- |
| 2007 | Mejor actor secundario    | Siete mesas de billar francés | Nominado  |
| 2011 | Mejor actor secundario    | Primos                        | Nominado  |
| 2014 | Mejor actor               | La isla mínima                | Nominado  |
| 2016 | Mejor guion original      | Tarde para la ira             | Ganador   |
| 2016 | Mejor director revelación | Tarde para la ira             | Ganador   |
| 2020 | Mejor actor               | Los europeos                  | Nominado  |

Otros
- El 30 de marzo de 2012, recibió el galardón "Actor siglo XXI" en la Semana de Cine de Medina del Campo;
- Premio del público a la mejor película por su cortometraje "Un amor" en la sexta edición de Jameson Notodofilmfest;
- Premio Especial Diputación de Segovia 2016 "por su exitosa trayectoria cinematográfica y por su vinculación a la provincia de Segovia y en concreto el municipio de Martín Muñoz de las Posadas".
- Premio Iris a la mejor interpretación masculina 2021 por Antidisturbios (serie de televisión)